# وصف موضوع
وصف الموضوع هو عند المنطقيين مفهوم الموضوع وحقيقته ويسمى عنوان الموضوع أيضا. ثم العنوان إما عين الموضوع كما في قولنا كل إنسان حيوان إذ حقيقة الإنسان عين ماهية أفراده من زيد وعمرو وغيرهما، وإما جزؤه كما في قولنا كل حيوان حساس فإن الحكم فيه أيضا على زيد وعمرو وغيرهما وحقيقة الحيوانية إنما هي جزء لها، وإما خارج عنه نحو كل ماش حيوان فإن الحكم فيه أيضا على زيد وعمرو وبكر وغيرهم ومفهوم الماشي خارج عن ماهيتهم.
ووصف المحمول هو مفهوم المحمول وحقيقته.